# Phrynarachne tuberculata
Phrynarachne tuberculata is een spinnensoort in de taxonomische indeling van de krabspinnen (Thomisidae).
Het dier behoort tot het geslacht Phrynarachne. De wetenschappelijke naam van de soort werd voor het eerst geldig gepubliceerd in 1899 door William Joseph Rainbow.